# Massacres des harkis
Les massacres de harkis sont l'ensemble des violences et tueries de masse dont ont été victimes les harkis  en Algérie après le cessez-le-feu du 19 mars 1962 consécutif aux accords d'Évian. Ces massacres ont eu lieu bien que ces accords signés par le Front de libération nationale (FLN) l'engageait à ne pas exercer de représailles contre les harkis.

## Contexte
Le 29 octobre 1961, lors des pourparlers secrets de Bâle, la France pose le principe de non représailles selon lequel l'État algérien s'abstiendrait de toute sanction contre les musulmans engagés pour la France. Ce que le FLN accepte le 9 novembre 1961, mais ne respecte pas.

## Déroulement
Après le cessez-le-feu du 19 mars 1962, les directives du FLN ne sont pas les mêmes dans toutes les wilaya. Certaines vont plutôt dans le sens d'un apaisement. Mais l'état-major de l'Armée de libération nationale (ALN) estime que le « sort des harkis sera décidé par le peuple et devant Dieu ». Les harkis sont inscrits sur des listes noires et surveillés. Dès le 19 mars 1962, des meurtres et enlèvements sont signalés notamment en wilaya V. À Saint-Denis-du-Sig, 16 harkis sont massacrés.
22 membres du Commando Georges sont massacrés à Saïda en avril 1962. Certains ont été égorgés, d'autres massacrés à coups de baïonnette, de pique, de pierre. Sur les 300 harkis du commando Georges, composé pour l'essentiel d'anciens combattants du FLN « retournés », une soixantaine parviennent à survivre aux massacres des harkis en rejoignant la France. Le sergent du Commando sera notamment ébouillanté vivant dans un chaudron.
Très rapidement, les harkis commencent à être torturés et massacrés par la population. Les accords d'Évian interdisent à l'armée française d'intervenir, et les soldats français ne peuvent agir à la demande des harkis. Cependant, ces assassinats restent dans un premier temps des cas isolés. Le FLN se donne le temps de procéder à un recensement complet de ceux qu'ils considèrent comme des traîtres.
Le 15 avril 1962, les « évènements » étant officiellement terminés, le ministère des Armées français ordonne le désarmement immédiat des harkis. Le 1er mai 1962, toutes les harkas sont dissoutes.
Le 12 mai 1962, le ministre français des Armées, Pierre Messmer, donne l'instruction de ne pas permettre aux harkis de rejoindre individuellement la métropole, contrairement aux engagements pris par l'armée française,. Le 16 mai, le ministre d’État chargé des affaires algériennes, Louis Joxe, demande par télégramme de sanctionner les personnes participant au rapatriement des harkis en France. 42 500 harkis, avec leur famille, peuvent s'établir en France métropolitaine sur un nombre total de supplétifs évalué entre 200 000 et 250 000.
C'est à partir de l'indépendance, le 3 juillet 1962, que la situation bascule. Des chefs régionaux du FLN appellent ouvertement au massacre de tous les harkis. Des civils sont assassinés par l'ALN dans des charniers. D'autres sont atrocement torturés dans des « centres d'interrogatoires » puis exécutés. Des harkis sont crucifiés sur des portes, certains ont la musculature arrachée avec des tenailles. Les massacres incluent parfois des femmes et des enfants.
Le nombre de harkis tués après le cessez-le-feu varie selon les estimations entre 50 000 et 150 000 mais reste incertain. Il semble qu'en 2005, les historiens s’accordent à évaluer de 60 000 à  70 000 le nombre de morts. Certains parlent de 150 000 victimes. De nombreux harkis furent également arrêtés et emprisonnés.
La formation du premier gouvernement par Ben Bella, le 26 septembre 1962, n'empêche pas les arrestations de se poursuivre, au contraire leur nombre s’accroît de fin octobre 1962 à début décembre 1962. Le nombre d'exactions diminue seulement à partir de 1963. Des milliers d'anciens harkis resteront en prison pendant des années, pour certains jusqu'en 1969.
Les harkis et leurs descendants représenteraient en France en 2012 environ 500 000 personnes. Contrairement aux Pieds-noirs, ils n'ont pas été considérés comme des « rapatriés » mais comme des « réfugiés ».

## Reconnaissance française
Le 23 septembre 2001, Jacques Chirac affirme que « la France n'a pas su sauver ses enfants de la barbarie » au sujet des massacres.
Le 14 avril 2012, Nicolas Sarkozy a officiellement reconnu, sans rappeler le contenu de l'accord de cessez-le-feu, la responsabilité du gouvernement français dans « l'abandon » des harkis après la fin de la guerre d'Algérie. Il décrète : « La France se devait de protéger les harkis de l'Histoire, elle ne l'a pas fait. La France porte cette responsabilité devant l'Histoire »,.
Le 25 septembre 2016, c'est au tour de François Hollande de reconnaître la responsabilité française dans les massacres de harkis. Il affirme : « La reconnaissance de la responsabilité de la France est un acte symbolique qui fait avancer la paix des mémoires, de toutes les mémoires de la guerre d'Algérie, de ses mémoires blessées »,.
Le 25 septembre 2018, plusieurs cérémonies ont eu lieu partout en France en hommage aux harkis.
Le 20 septembre 2021, Emmanuel Macron demande « pardon » aux harkis en reconnaissant leur « singularité dans l'histoire de France ».

#### Liste des massacres
- Massacre de Sétif, Guelma et Kherrata
- Massacre de Melouza
- Massacre de Beni Oudjehane
- Massacre du 17 octobre 1961
- Massacre du 5 juillet 1962

#### Autres articles
- Harki, Harkettes, Moghazni
- Harkis pendant la guerre d'Algérie
- Camps de transit et de reclassement pour les harkis,  Hameau de forestage
- Maison d'Histoire et de Mémoire d'Ongles